# Alfred de Grazia

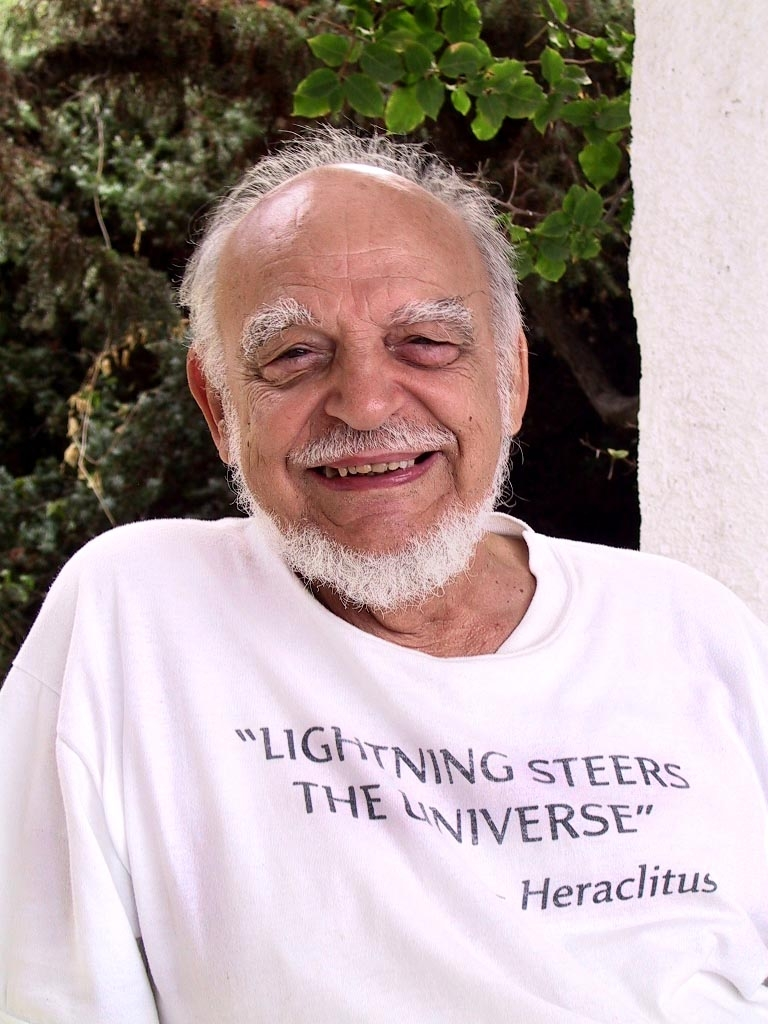
Alfred de Grazia (2003)

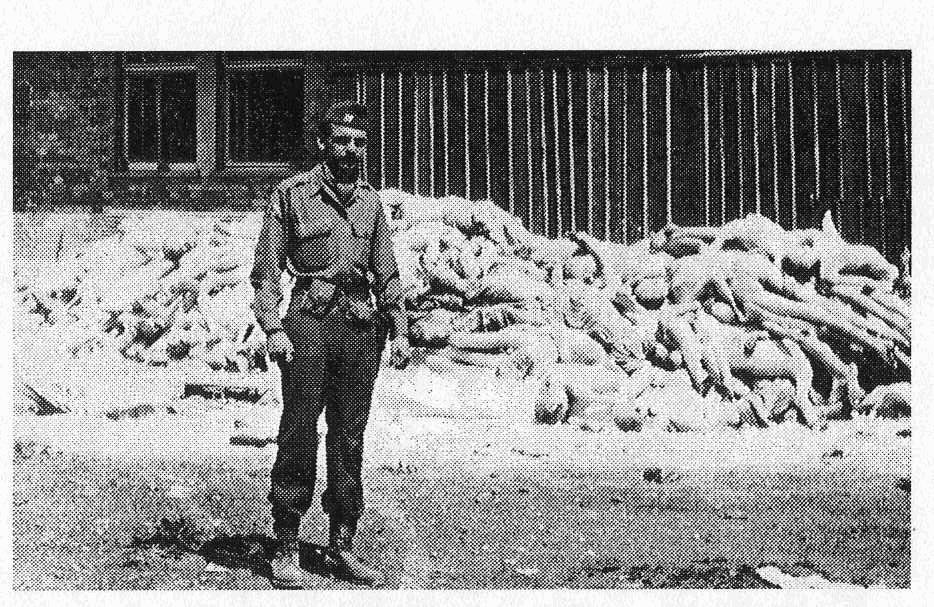
Alfred de Grazia nach der Befreiung des KZ Dachau

Alfred Joseph de Grazia (* 29. Dezember 1919 in Chicago; † 12. Juli 2014) war ein US-amerikanischer Politikwissenschaftler. Er verteidigte die Katastrophismus-Ideen Immanuel Velikovskys. Sein Bruder ist der Politikwissenschaftler Sebastian de Grazia.
De Grazias Eltern stammen aus Sizilien. Er wuchs in Chicago auf und studierte an der University of Chicago. Während des Zweiten Weltkriegs verpflichtete er sich der United States Army. Am 31. Dezember 2013 wurde er durch François Hollande in die Ehrenlegion aufgenommen. De Grazia verstarb 2014 im Alter von 94 Jahren.